# حسن أباد (درميان)
حسن أباد (بالفارسية: حسن‌آباد) هي مستوطنة تقع في إيران في قسم درمیان الريفي. يقدر عدد سكانها بـ 20 نسمة .